# Campeonato Argentino de Mayores 1979
El Campeonato Argentino de Mayores de 1979 fue la trigésimo-quinta edición del torneo de uniones regionales organizado por la Unión Argentina de Rugby. Se llevó a cabo entre el 1 y el 16 de septiembre de 1979.
La Unión de Rugby del Sur fue designada por primera vez en su historia como sede de las fases finales del torneo de mayores, habiendo anteriormente solo hospedado las etapas definitorias del Campeonato Argentino Juvenil de 1975.
Por tercer año consecutivo, la final fue disputada por Buenos Aires y la Unión de Rugby de Rosario. El equipo de la UAR volvió a imponerse, en esta ocasión 47-8, consiguiendo así su décimo-séptimo título.

## Equipos participantes
Participaron de esta edición dieciséis equipos: quince uniones provinciales y la Unión Argentina de Rugby, representada por el equipo de Buenos Aires. 
| Equipo        | Unión                                                |
| ------------- | ---------------------------------------------------- |
| Alto Valle    | Unión de Rugby del Alto Valle de Río Negro y Neuquén |
| Austral       | Unión de Rugby Austral                               |
| Buenos Aires  | Unión Argentina de Rugby                             |
| Chubut        | Unión de Rugby del Valle del Chubut                  |
| Córdoba       | Unión Cordobesa de Rugby                             |
| Cuyo          | Unión de Rugby de Cuyo                               |
| Jujuy         | Unión Jujeña de Rugby                                |
| Mar del Plata | Unión de Rugby de Mar del Plata                      |
| Nordeste      | Unión de Rugby del Nordeste                          |
| Rosario       | Unión de Rugby de Rosario                            |
| Salta         | Unión de Rugby de Salta                              |
| San Juan      | Unión Sanjuanina de Rugby                            |
| Santa Fe      | Unión Santafesina de Rugby                           |
| Sur           | Unión de Rugby del Sur                               |
| Tandil        | Unión Tandilense de Rugby                            |
| Tucumán       | Unión de Rugby de Tucumán                            |

## Primera fase

### Zona 1
La Unión Cordobesa de Rugby actuó como sede de la Zona 1.
|  | Semifinales     | Semifinales     | Semifinales     |       |         | Final           | Final           | Final           |  |
|  | 1 de septiembre | 1 de septiembre | 1 de septiembre |       |         | 2 de septiembre | 2 de septiembre | 2 de septiembre |  |
|  |                 |                 |                 |       |         |                 |                 |                 |  |
|  |                 |                 |                 |       |         |                 |                 |                 |  |
|  | Córdoba         | Córdoba         | 33              |       |         |                 |                 |                 |  |
|  | Córdoba         | Córdoba         | 33              |       |         |                 |                 |                 |  |
|  | San Juan        | San Juan        | 19              |       |         |                 |                 |                 |  |
|  | San Juan        | San Juan        | 19              |       | Córdoba | Córdoba         | 58              |                 |  |
|  |                 |                 |                 |       | Córdoba | Córdoba         | 58              |                 |  |
|  |                 |                 | Salta           | Salta | 12      |                 |                 |                 |  |
|  | Salta           | Salta           | Salta           | Salta | 12      | 41              |                 |                 |  |
|  | Salta           | Salta           |                 |       |         | 41              |                 |                 |  |
|  | Alto Valle      | Alto Valle      | 19              |       |         |                 |                 |                 |  |
|  | Alto Valle      | Alto Valle      | 19              |       |         |                 |                 |                 |  |
|  |                 |                 |                 |       |         |                 |                 |                 |  |

| 1 de septiembre | Córdoba | 33 - 19 | San Juan | Córdoba,                          |                                   |
|                 |         | Reporte |          | Árbitro(s): Robin Conti (Rosario) | Árbitro(s): Robin Conti (Rosario) |

| 1 de septiembre | Salta | 41 - 19 | Alto Valle | Córdoba,                             |                                      |
|                 |       | Reporte |            | Árbitro(s): Oscar Dominici (Córdoba) | Árbitro(s): Oscar Dominici (Córdoba) |

| 2 de septiembre | Córdoba | 58 - 12 | Salta | Córdoba,                          |                                   |
|                 |         | Reporte |       | Árbitro(s): Robin Conti (Rosario) | Árbitro(s): Robin Conti (Rosario) |

### Zona 2
La Unión de Rugby del Valle del Chubut fue designada como sede de la Zona 2. Los encuentros se llevaron a cabo en Cipolletti, ciudad en la Provincia de Río Negro.
|  | Semifinales     | Semifinales     | Semifinales     |        |              | Final           | Final           | Final           |  |
|  | 1 de septiembre | 1 de septiembre | 1 de septiembre |        |              | 2 de septiembre | 2 de septiembre | 2 de septiembre |  |
|  |                 |                 |                 |        |              |                 |                 |                 |  |
|  |                 |                 |                 |        |              |                 |                 |                 |  |
|  | Austral         | Austral         | 3               |        |              |                 |                 |                 |  |
|  | Austral         | Austral         | 3               |        |              |                 |                 |                 |  |
|  | Buenos Aires    | Buenos Aires    | 91              |        |              |                 |                 |                 |  |
|  | Buenos Aires    | Buenos Aires    | 91              |        | Buenos Aires | Buenos Aires    | 29              |                 |  |
|  |                 |                 |                 |        | Buenos Aires | Buenos Aires    | 29              |                 |  |
|  |                 |                 | Chubut          | Chubut | 0            |                 |                 |                 |  |
|  |                 |                 | Chubut          | Chubut | 0            |                 |                 |                 |  |
|  |                 |                 |                 |        |              |                 |                 |                 |  |
|  |                 |                 |                 |        |              |                 |                 |                 |  |
|  |                 |                 |                 |        |              |                 |                 |                 |  |
|  |                 |                 |                 |        |              |                 |                 |                 |  |

| 1 de septiembre | Austral | 3 - 91  | Buenos Aires | Cipolletti,                                |                                            |
|                 |         | Reporte |              | Árbitro(s): Alberto Roldán (Mar del Plata) | Árbitro(s): Alberto Roldán (Mar del Plata) |

| 2 de septiembre | Buenos Aires | 29 - 0  | Chubut | Cipolletti, |  |
|                 |              | Reporte |        |             |  |

### Zona 3
La Unión de Rugby de Tucumán actuó como sede de la Zona 3, con los encuentros disputándose en las instalaciones del Tucumán Lawn Tennis Club.
|  | Semifinales     | Semifinales     | Semifinales     |               |      | Final           | Final           | Final           |  |
|  | 1 de septiembre | 1 de septiembre | 1 de septiembre |               |      | 2 de septiembre | 2 de septiembre | 2 de septiembre |  |
|  |                 |                 |                 |               |      |                 |                 |                 |  |
|  |                 |                 |                 |               |      |                 |                 |                 |  |
|  | Tucumán         | Tucumán         | 9               |               |      |                 |                 |                 |  |
|  | Tucumán         | Tucumán         | 9               |               |      |                 |                 |                 |  |
|  | Cuyo            | Cuyo            | 15              |               |      |                 |                 |                 |  |
|  | Cuyo            | Cuyo            | 15              |               | Cuyo | Cuyo            | 28              |                 |  |
|  |                 |                 |                 |               | Cuyo | Cuyo            | 28              |                 |  |
|  |                 |                 | Mar del Plata   | Mar del Plata | 9    |                 |                 |                 |  |
|  | Jujuy           | Jujuy           | Mar del Plata   | Mar del Plata | 9    | 0               |                 |                 |  |
|  | Jujuy           | Jujuy           |                 |               |      | 0               |                 |                 |  |
|  | Mar del Plata   | Mar del Plata   | 57              |               |      |                 |                 |                 |  |
|  | Mar del Plata   | Mar del Plata   | 57              |               |      |                 |                 |                 |  |
|  |                 |                 |                 |               |      |                 |                 |                 |  |

| 1 de septiembre | Tucumán | 9 - 15  | Cuyo | La Caldera del Parque, San Miguel de Tucumán |  |
|                 |         | Reporte |      |                                              |  |

| 1 de septiembre | Jujuy | 0 - 57  | Mar del Plata | Tucumán Lawn Tennis Club, San Miguel de Tucumán |  |
|                 |       | Reporte |               |                                                 |  |

| 2 de septiembre | Cuyo | 28 - 9  | Mar del Plata | Tucumán Lawn Tennis Club, San Miguel de Tucumán |  |
|                 |      | Reporte |               |                                                 |  |

### Zona 4
La Unión Santafesina de Rugby actuó como sede de la Zona 4, con los encuentros disputándose en las instalaciones del Club Náutico El Quilla.
|  | Semifinales     | Semifinales     | Semifinales     |         |          | Final           | Final           | Final           |  |
|  | 1 de septiembre | 1 de septiembre | 1 de septiembre |         |          | 2 de septiembre | 2 de septiembre | 2 de septiembre |  |
|  |                 |                 |                 |         |          |                 |                 |                 |  |
|  |                 |                 |                 |         |          |                 |                 |                 |  |
|  | Santa Fe        | Santa Fe        | 23              |         |          |                 |                 |                 |  |
|  | Santa Fe        | Santa Fe        | 23              |         |          |                 |                 |                 |  |
|  | Nordeste        | Nordeste        | 12              |         |          |                 |                 |                 |  |
|  | Nordeste        | Nordeste        | 12              |         | Santa Fe | Santa Fe        | 9               |                 |  |
|  |                 |                 |                 |         | Santa Fe | Santa Fe        | 9               |                 |  |
|  |                 |                 | Rosario         | Rosario | 22       |                 |                 |                 |  |
|  | Rosario         | Rosario         | Rosario         | Rosario | 22       | 53              |                 |                 |  |
|  | Rosario         | Rosario         |                 |         |          | 53              |                 |                 |  |
|  | Tandil          | Tandil          | 0               |         |          |                 |                 |                 |  |
|  | Tandil          | Tandil          | 0               |         |          |                 |                 |                 |  |
|  |                 |                 |                 |         |          |                 |                 |                 |  |

| 1 de septiembre | Santa Fe | 23 - 12 | Nordeste | Club Náutico El Quilla, Santa Fe        |                                         |
|                 |          | Reporte |          | Árbitro(s): Miguel A. Peyrane (Rosario) | Árbitro(s): Miguel A. Peyrane (Rosario) |

| 1 de septiembre | Rosario | 53 - 0  | Tandil | Club Náutico El Quilla, Santa Fe |  |
|                 |         | Reporte |        |                                  |  |

| 2 de septiembre | Santa Fe | 9 - 22  | Rosario | Club Náutico El Quilla, Santa Fe             |                                              |
|                 |          | Reporte |         | Árbitro(s): Manual Peralta Ramírez (Córdoba) | Árbitro(s): Manual Peralta Ramírez (Córdoba) |

## Cuartos de final
El encuentro interzonal clasificatorio para las semifinales del torneo enfrentó a los ganadores las zonas 1 y 2, la Unión Cordobesa de Rugby y Buenos Aires.
| 9 de septiembre | Córdoba | 14 - 23 | Buenos Aires | Córdoba Athletic Club, Córdoba    |                                   |
|                 |         | Reporte |              | Árbitro(s): Robin Conti (Rosario) | Árbitro(s): Robin Conti (Rosario) |

## Fase final
La Unión de Rugby del Sur clasificó directamente a semifinales por ser sede de las fases finales. 
|  | Semifinales      | Semifinales      | Semifinales      |         |              | Final            | Final            | Final            |  |
|  | 15 de septiembre | 15 de septiembre | 15 de septiembre |         |              | 16 de septiembre | 16 de septiembre | 16 de septiembre |  |
|  |                  |                  |                  |         |              |                  |                  |                  |  |
|  |                  |                  |                  |         |              |                  |                  |                  |  |
|  | Buenos Aires     | Buenos Aires     | 19               |         |              |                  |                  |                  |  |
|  | Buenos Aires     | Buenos Aires     | 19               |         |              |                  |                  |                  |  |
|  | Cuyo             | Cuyo             | 6                |         |              |                  |                  |                  |  |
|  | Cuyo             | Cuyo             | 6                |         | Buenos Aires | Buenos Aires     | 47               |                  |  |
|  |                  |                  |                  |         | Buenos Aires | Buenos Aires     | 47               |                  |  |
|  |                  |                  | Rosario          | Rosario | 6            |                  |                  |                  |  |
|  | Rosario          | Rosario          | Rosario          | Rosario | 6            | 11               |                  |                  |  |
|  | Rosario          | Rosario          |                  |         |              | 11               |                  |                  |  |
|  | Sur              | Sur              | 6                |         |              | Tercer lugar     | Tercer lugar     | Tercer lugar     |  |
|  | Sur              | Sur              | 6                |         |              | Tercer lugar     | Tercer lugar     | Tercer lugar     |  |
|  |                  |                  |                  |         |              |                  |                  |                  |  |
|  |                  |                  |                  |         |              | Cuyo             | Cuyo             | 10               |  |
|  |                  |                  |                  |         |              | Cuyo             | Cuyo             | 10               |  |
|  |                  |                  |                  |         |              | Sur              | Sur              | 7                |  |
|  |                  |                  |                  |         |              | Sur              | Sur              | 7                |  |
|  |                  |                  |                  |         |              |                  |                  |                  |  |

### Semifinales
| 15 de septiembre | Buenos Aires | 19 - 6  | Cuyo | BNPB, Punta Alta                             |                                              |
|                  |              | Reporte |      | Árbitro(s): Manuel Peralta Ramírez (Córdoba) | Árbitro(s): Manuel Peralta Ramírez (Córdoba) |

| 15 de septiembre | Rosario | 11 - 6  | Sur | BNPB, Punta Alta                         |                                          |
|                  |         | Reporte |     | Árbitro(s): Sergio Morteo (Buenos Aires) | Árbitro(s): Sergio Morteo (Buenos Aires) |

### Tercer puesto
| 16 de septiembre | Cuyo | 10 - 7  | Sur | Parque de Mayo, Bahía Blanca |  |
|                  |      | Reporte |     |                              |  |

### Final
| 16 de septiembre | Buenos Aires | 47 - 8  | Rosario | Parque de Mayo, Bahía Blanca                 |                                              |
|                  |              | Reporte |         | Árbitro(s): Manuel Peralte Ramírez (Córdoba) | Árbitro(s): Manuel Peralte Ramírez (Córdoba) |

|                       |
| Buenos Aires Campeón  |
| Décimo-séptimo título |